# Provincia Nairobi
Provincia Nairobi este una dintre cele 9 unități administrativ-teritoriale de gradul I  ale Kenyei. Reședința sa este localitatea  Nairobi.